# Pratt & Whitney Rocketdyne

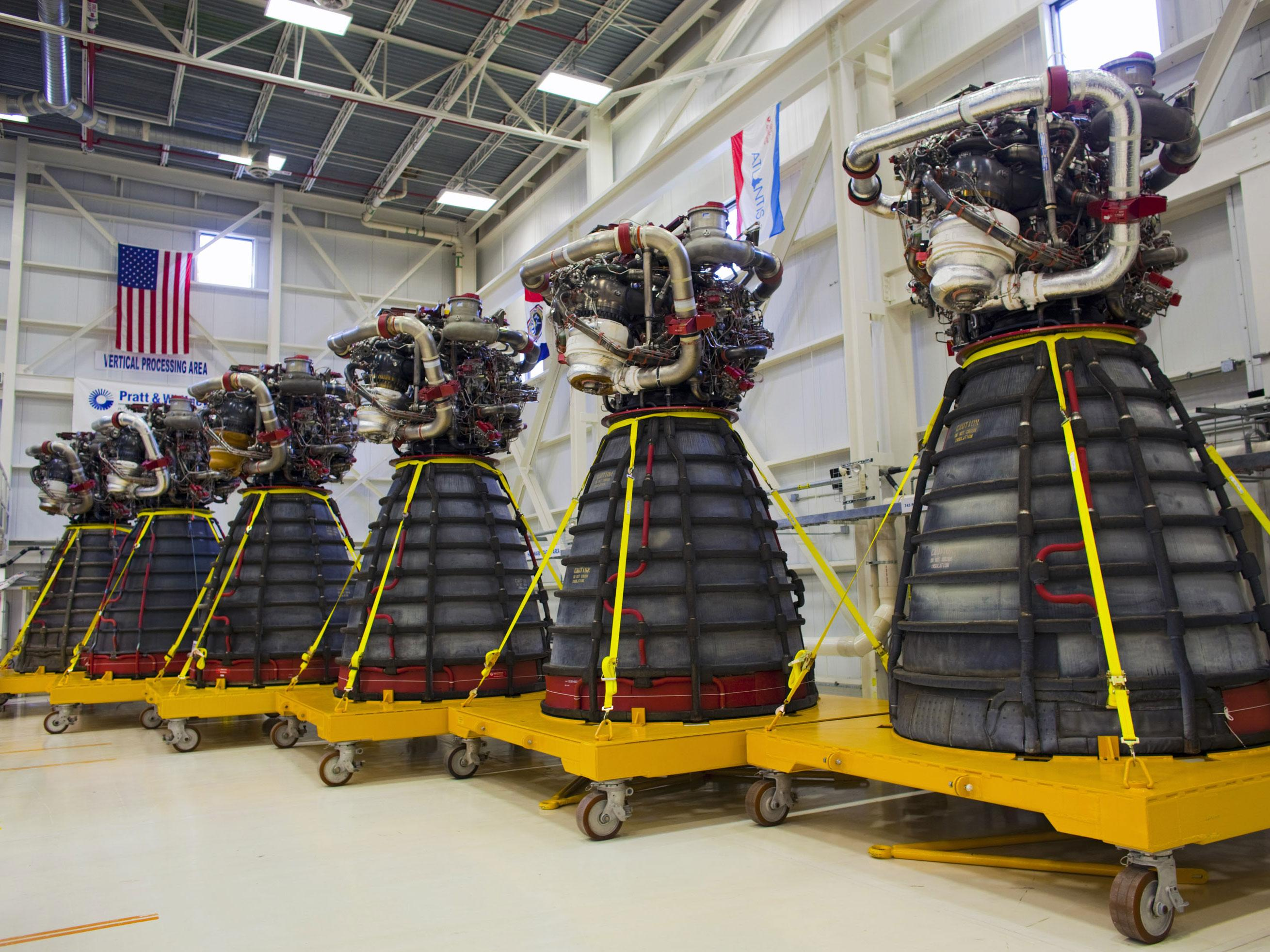
Seis motores RS-25 usados nos Ônibus Espaciais, STS-134 e STS-135.

A Pratt & Whitney Rocketdyne (PWR) foi uma empresa Norte americana que projetou e produziu motores de foguetes que usavam combustíveis líquidos. Ela era uma divisão da Pratt & Whitney, esta, uma subsidiária da United Technologies Corporation. 
A Rocketdyne, passou a ser controlada por outras empresas ao longo dos anos, e esteve sediada em Canoga Park em Los Angeles, na Califórnia desde 1955. A PWR, também possui escritórios em West Palm Beach na Flórida; Huntsville no Alabama; o Kennedy Space Center na Florida; e o Stennis Space Center, no Mississippi.
Em Julho de 2012, a United Technologies Corporation concordou em vender a Pratt & Whitney Rocketdyne para a GenCorp, que por sua vez já controlava a Aerojet. A transferência deve estar concluída no primeiro semestre de 2013.
Alguns dos produtos da Pratt & Whitney Rocketdyne
- RL-10 Um motor histórico projetado pela American Society of Mechanical Engineers (ASME), usado no Saturno I, e no estágio superior do Delta IV, entre outros.
- RS-68 (LH2/LOX) Usado pelo primeiro estágio do Delta IV
- RS-25 (LH2/LOX) O motor principal do Ônibus espacial
- SJ61 (JP-7/com ingestão de ar) um motor dual (ramjet/scramjet) Usado no veículo hipersônco de demonstração Boeing X-51.